# 대안선
대안선(大安線)은 남포시 강서구역에 있는 강서역과 대안구역에 있는 대안화물역을 연결하는, 조선민주주의인민공화국의 철도노선이다. 철로는 강서역에서 남포역방면으로 분기한다.

## 노선 정보
- 구간과 거리 : 강서역~대안화물역, 11.7km
- 역 수 : 2개(양단역 포함)
- 궤도 간격 : 1435mm(표준궤)
- 전철화 구간 : 전 구간(직류 3000V)
- 복선 구간 : 없음

## 역 목록
| 역이름             | 구역명(舊驛名) | 영업거리 (km) | 접속노선       | 소재지 | 소재지   |
| ------------------ | -------------- | ------------- | -------------- | ------ | -------- |
| 강서(江西)         | 기양(岐陽)     | 0.0           | 평남선, 보산선 | 남포시 | 강서구역 |
| 대안화물(大安貨物) |                |               |                | 남포시 | 대안구역 |